# ختم طرابلس
ختم طرابلس هو الشعار الرسمي لعاصمة ليبيا.

## التصميم
تصميم الختم يتكون من سفينة ذهبية ذات ثلاث أشرعة، والذي يبرز أهمية الميناء بالمدينة، مع دعامات من عصن زيتون، وسنبلة.

## التصميم القديم
قبل ثورة 17 فبراير كان ختم «شعبية طرابلس» مصممًا على أن يحتوي سفينة ذات ثلاث أشرعة تمثل أطروحة معمر القذافي في الكتاب الأخضر، مع أمواج البحر المتوسط والسراي الحمراء في الخلفية.